# Rada do Spraw Cyfryzacji
Rada do Spraw Cyfryzacji – organ opiniodawczo-doradczy ministra właściwego do spraw informatyzacji (aktualnie ministerstwem właściwym ds. informatyzacji jest Ministerstwo Cyfryzacji) działający na podstawie art. 17 znowelizowanej w maju 2014 roku ustawy z dnia 17 lutego 2005 r. o informatyzacji działalności podmiotów realizujących zadania publiczne. W ramach nowelizacji, Rada do Spraw Cyfryzacji zastąpiła dotychczasową Radę Informatyzacji.
Rada jest powoływana na dwuletnią kadencję przez ministra właściwego do spraw informatyzacji. Przewodniczącym Rady drugiej kadencji jest Izabela Albrycht. Spotkania Rady odbywają raz w miesiącu.

## Zadania Rady Cyfryzacji
Do zadań Rady Cyfryzacji należą:
1. proponowanie i opiniowanie na zlecenie ministra właściwego do spraw informatyzacji projektów stanowisk Rady Ministrów w sprawie dokumentów Komisji Europejskiej i Parlamentu Europejskiego dotyczących spraw informatyzacji, łączności lub rozwoju społeczeństwa informacyjnego;
2. opiniowanie projektu Programu Zintegrowanej Informatyzacji Państwa oraz innych dokumentów rządowych, w tym projektów strategii rozwoju i projektów programów, w rozumieniu przepisów ustawy z dnia 6 grudnia 2006 r. o zasadach prowadzenia polityki rozwoju, dotyczących spraw informatyzacji, łączności lub rozwoju społeczeństwa informacyjnego;
3. opiniowanie projektów przepisów wydawanych na podstawie art. 18;
4. opiniowanie innych przekazanych przez ministra właściwego do spraw informatyzacji projektów aktów prawnych i innych dokumentów dotyczących spraw informatyzacji, łączności lub rozwoju społeczeństwa informacyjnego;
5. opiniowanie na zlecenie ministra właściwego do spraw informatyzacji raportów i innych opracowań dotyczących:
  - potrzeb i postulatów dotyczących rozwoju społeczeństwa informacyjnego,
  - zasad funkcjonowania rejestrów publicznych,
  - zasad wdrażania systemów teleinformatycznych w administracji publicznej oraz stanu ich realizacji,
  - aktualnych rozwiązań technicznych mających zastosowanie w informatyzacji administracji, rozwoju sieci i usług szerokopasmowych,
  - terminologii polskiej z zakresu informatyki i łączności.

## Wybór członków
Członków Rady powołuje Minister właściwy do spraw informatyzacji, spośród rekomendowanych kandydatów. Zgodnie z ustawą może być nim dowolna osoba, która posiada wykształcenie wyższe. Kandydatury na członków Rady mogą rekomendować: ministrowie, Naczelny Dyrektor Archiwów Państwowych, Prezes Polskiego Komitetu Normalizacyjnego, współprzewodniczący ze strony samorządowej Komisji Wspólnej Rządu i Samorządu Terytorialnego, jednostki naukowe, które prowadzą badania naukowe lub prace rozwojowe w zakresie informatyki lub łączności, izby gospodarcze reprezentujące przedsiębiorców wykonujących działalność gospodarczą w zakresie gospodarki elektronicznej, komunikacji, mediów, wytwarzania sprzętu informatycznego, oprogramowania lub świadczenia usług informatycznych, stowarzyszenia których celem statutowym jest reprezentowanie środowiska informatycznego lub wspieranie zastosowań informatyki, gospodarki elektronicznej, komunikacji lub mediów.
Minister powołuje Przewodniczącego oraz Wiceprzewodniczącego Rady spośród jej członków.